# برنارد تسيغلر
برنارد تسيغلر (بالفرنسية: Bernard Ziegler)‏ هو مهندس فضاء جوي ومهندس وطيار فرنسي، ولد في 12 مارس 1933 في بولون-بيانكور في فرنسا.

## روابط خارجية
- برنارد تسيغلر على موقع IMDb (الإنجليزية)